# Balbisia
Balbisia es un género de plantas con flores perteneciente a la familia Francoaceae. También pertenece a la subfamilia de las Vivianiaceae. El género se distribuye en el sur de América del Sur, principalmente en Argentina, Bolivia, Chile y Perú.
Los hallazgos fósiles de Balbisia tienen un límite de distribución sur actual de >10°N, comparado a su distribución actula indica un desplazamiento masivo hacia el norte.
El género Balbisia está restringida principalmente a hábitats semiáridos a áridos a ambos lados de los la Cordillera de los Andes, Balbisia gracilis siendo la única especie que se extiende hasta las partes más húmedas de la ecorregión estepa patagónica. Varias especies (Balbisia meyeniana, Balbisia verticillata, Balbisia microphylla y Balbisia stitchkinii) están restringidas al extremadamente árido desierto de Atacama en el norte de Chile y el sur de Perú.
Sus inflorescencias son terminales, con una flor terminal, frondosa-bracteosa, flores individuales subtenidas por prófilos.

## Especies
El nombre del género Balbisia lo recibe por honor a Giovanni Battista Balbis (1772-1840), un botánico y político italiano que trabajó en Italia y Francia. Fue descrito y publicado por primera vez en los Anales Ci. Nat. Vol.7 de 1804.
El género es reconocido por el Departamento de Agricultura de los Estados Unidos y el Servicio de Investigación Agrícola, pero no se le enumeran con ninguna especie conocida. Algunas especies reconocidas por algunos autores incluyen en el siguiente cladograma sumarizado por el Catalogue of Life:
| Balbisia | \| \| Balbisia aphanifolia (Griseb.) Hunz. & Ariza \| \| \| \| \| \| Balbisia calycina (Griseb.) Hunz. & Ariza \| \| \| \| \| \| Balbisia gracilis (Meyen) Hunz. & Ariza \| \| \| \| \| \| Balbisia integrifolia R.Knuth \| \| \| \| \| \| Balbisia meyeniana Klotzsch \| \| \| \| \| \| Balbisia microphylla (Phil.) Reiche \| \| \| \| \| \| Balbisia miniata (I.M.Johnst.) Descole, O'Donell & Lourteig \| \| \| \| \| \| Balbisia peduncularis (Lindl.) D.Don \| \| \| \| \| \| Balbisia stitchkinii Ricardi \| \| \| \| \| \| Balbisia verticillata Cav. \| \| \| \| |
|          | \| \| Balbisia aphanifolia (Griseb.) Hunz. & Ariza \| \| \| \| \| \| Balbisia calycina (Griseb.) Hunz. & Ariza \| \| \| \| \| \| Balbisia gracilis (Meyen) Hunz. & Ariza \| \| \| \| \| \| Balbisia integrifolia R.Knuth \| \| \| \| \| \| Balbisia meyeniana Klotzsch \| \| \| \| \| \| Balbisia microphylla (Phil.) Reiche \| \| \| \| \| \| Balbisia miniata (I.M.Johnst.) Descole, O'Donell & Lourteig \| \| \| \| \| \| Balbisia peduncularis (Lindl.) D.Don \| \| \| \| \| \| Balbisia stitchkinii Ricardi \| \| \| \| \| \| Balbisia verticillata Cav. \| \| \| \| |
|          | Rhynchotheca |
|          | |
|          | Viviania |
|          | |
|          | Balbisia aphanifolia (Griseb.) Hunz. & Ariza |
|          | |
|          | Balbisia calycina (Griseb.) Hunz. & Ariza |
|          | |
|          | Balbisia gracilis (Meyen) Hunz. & Ariza |
|          | |
|          | Balbisia integrifolia R.Knuth |
|          | |
|          | Balbisia meyeniana Klotzsch |
|          | |
|          | Balbisia microphylla (Phil.) Reiche |
|          | |
|          | Balbisia miniata (I.M.Johnst.) Descole, O'Donell & Lourteig |
|          | |
|          | Balbisia peduncularis (Lindl.) D.Don |
|          | |
|          | Balbisia stitchkinii Ricardi |
|          | |
|          | Balbisia verticillata Cav. |
|          | |

|  | Balbisia aphanifolia (Griseb.) Hunz. & Ariza                |
|  |                                                             |
|  | Balbisia calycina (Griseb.) Hunz. & Ariza                   |
|  |                                                             |
|  | Balbisia gracilis (Meyen) Hunz. & Ariza                     |
|  |                                                             |
|  | Balbisia integrifolia R.Knuth                               |
|  |                                                             |
|  | Balbisia meyeniana Klotzsch                                 |
|  |                                                             |
|  | Balbisia microphylla (Phil.) Reiche                         |
|  |                                                             |
|  | Balbisia miniata (I.M.Johnst.) Descole, O'Donell & Lourteig |
|  |                                                             |
|  | Balbisia peduncularis (Lindl.) D.Don                        |
|  |                                                             |
|  | Balbisia stitchkinii Ricardi                                |
|  |                                                             |
|  | Balbisia verticillata Cav.                                  |
|  |                                                             |